# Gobiates
Gobiates es un género extinto de anfibio prehistórico. Se ha encontrado sus fósiles en las formaciones de Barun Goyot y Djadochta en Mongolia, las formaciones de Paluxy y de Twin Mountains (en castellano, "las montañas gemelas"), ambas en Tejas, y la Formación Bissekty en Uzbekistán.
Las especies siguientes son establecidas:
- G. asiaticus
- G. bogatchovi
- G. dzhyrakudukensis
- G. fritschi
- G. furcatus
- G. khermeentsavi
- G. kizylkumensis
- G. leptocolaptus
- G. sosedkoi
- G. spinari
- G. tatarinovi